# Бонсон (Лоара)
Бонсон (фр. Bonson) насеље је и општина у источној Француској у региону Рона-Алпи, у департману Лоара која припада префектури Монбризон.
По подацима из 2011. године у општини је живело 3.634 становника, а густина насељености је износила 705,63 становника/km². Општина се простире на површини од 5,15 km². Налази се на средњој надморској висини од 380 метара (максималној 385 m, а минималној 355 m).

## Демографија
| 1962. | 1968. | 1975. | 1982. | 1990. | 1999. | 2011. |
| ----- | ----- | ----- | ----- | ----- | ----- | ----- |
| 904   | 1.096 | 1.513 | 2.566 | 3.880 | 3.816 | 3.634 |

График промене броја становника у току последњих година